# Estación El Pinal (Metrocable de Medellín)
La Estación El Pinal es la segunda estación de la Línea M del Metrocable de Medellín.

## Diagrama de la estación
| NIVEL 2   |                                                       |         |                  |
|           | Plataforma lateral, las puertas se abren a la derecha |         |                  |
| Occidente | ← hacia Estación Miraflores                           | Oriente |                  |
| Occidente | → hacia Estación Trece de Noviembre (Terminal)        | Oriente |                  |
|           | Plataforma lateral, las puertas se abren a la derecha |         |                  |
|           |                                                       |         |                  |
|           | Entrepiso                                             |         |                  |
| SUELO     |                                                       |         | Salida / Entrada |
| SOTANO 1  |                                                       |         |                  |

- Datos: Q113679384